# Eduportfolio
Eduportfolio fou una aplicació web dissenyada per la Universitat de Montreal que permetia el disseny i gestió de portafolis digitals educatius facilitant l'organització, l'intercanvi i la cerca d'informacions. El servei fou tancat en 20 d'abril de 2023.
Es caracteritzava per la seva senzillesa (es fàcil d'utilitzar aconseguint així que el seu públic sigui molt ampli), per la seva flexibilitat, ja que era adaptable a diferents nivells, per la seva varietat de continguts (documents de text, imatges, fitxers d'àudio o vídeo, documents de presentació, enllaços, etc.), per la seva interactivitat, ja que permetia comunicar-se amb autors d'altres portafolis, per la seva facilitat en l'intercanvi d'informació a través de RSS, per la cerca d'informació gràcies als buscadors que es podien activar a l'interior del portafolis, per la senzilla organització, pel seu atractiu, ja que hi havia molts models de presentació disponibles, i pel seu gran potencial cognitiu, desenvolupat des d'una visió socioconstructivista.
Oferia diferents nivells de protecció (el contingut pot ser públic, protegit o arxivat) i disposava d'una interfície per als docents. S'accedia de manera gratuïta per als estudiants i els docents de tots els nivells que desitjaven fer-ne un ús no comercial. Estava disponible en 7 idiomes (francès, anglès, àrab, grec, català i coreà). Per a obtenir-ne un compte i poder començar a utilitzar-lo només calia inscriure’s.